# Méfitis
Méfitis ou Méphitis est la déesse samnite et romaine des gaz nauséabonds de la terre, vénérée dans le centre et le sud de l'Italie depuis avant l'époque romaine, avec son sanctuaire principal sur le volcan Ampsanctus à Samnium. Un temple qui lui était dédié se trouvait à Crémone et un autre sur la colline de l'Esquilin à Rome. Il est théorisé que Méfitis était à l'origine une déesse des sources souterraines, telles que les sources naturelles - le fait que bon nombre de ces sources étaient sulfureuses a conduit à son association avec des gaz nocifs. Elle est presque toujours identifiée aux volcans, ayant été vénérée à Pompéi. Méfitis signifie probablement "celle qui fume au milieu". 

## Aperçu
Dans la mythologie romaine, Mefitis (ou Mephitis ; Mefite en italien) était une déesse mineure des gaz toxiques émis par le sol dans les marécages et les vapeurs volcaniques.
Des fissures géologiques nauséabondes liées à la divinité (voir ci-dessous) sont situées en Italie le long de la Via Appia entre Rome et Brindisi. Là, les anciens Romains se reposaient de leurs voyages et rendaient hommage à la déesse en effectuant des sacrifices d'animaux en utilisant les gaz mortels de la fissure. Le sanctuaire se trouve aujourd'hui près du village de Rocca San Felice dans la province d'Avellino (région de Campanie).
Virgile décrit ce sanctuaire dans l'Énéide :

« Au milieu de l'Italie, bien connue de la renommée,
Il y a un lac (Amsanctus en est le nom)
Au-dessous des monts élevés : de chaque côté
Des forêts épaisses cachent l'entrée interdite.
Plein au centre du bois sacré
Un bras se lève de l'inondation stygienne,
Qui, brisant par dessous avec un bruit mugissant,
Fait tourbillonner les vagues noires et les pierres cliquetantes.
Ici, Pluton halète pour respirer depuis sa cellule,
Et ouvre grand les gueules grimaçantes de l'enfer. »

—  Livre VII, lignes 563–570
Varron mentionne également un Bosquet de Méfitis sur l'Esquilin.

## Étymologie et dérivés
L'étymologie exacte du nom Méfitis est controversée, mais selon le linguiste italien Alberto Manco, le système des épithètes qui identifiait la déesse de lieu en lieu prouverait sa relation avec une dimension aquatique.
"Méphitique", dérivé de Mefitis, est maintenant un adjectif en français signifiant "offensant par l'odeur"; "nuisible"; et "toxique". En italien, un mefite est aussi une solfatara ou une fumerolle (c'est-à-dire une fissure gazeuse).
Le nom de la famille d'animaux Mephitidae (méphitides ou mouffettes et leurs parents) et du genre Mephitis (mouffettes d'Amérique du Nord et centrale) sont tous deux liés à méphitique, ainsi nommés pour les sécrétions nocives de leurs glandes olfactives.